# Филосторгије
Филосторгије (грчки: Φιλοστόργιος; 368 – 439. н. е.) је био историчар аномејске хришћанске цркве у 4. и 5. веку. Аномоеанизам је доводио у питање Тројствени однос између Бога Оца и Христа и сматран је јеретички од стране Цркве, која је усвојила израз једносуштни (грч. акуз. ὁμοούσιον, ном. ὁμοούσιος), да би се описао однос између Оца и Сина у Никејског симбола вере.
Веома је мало информација о његовом животу. Он је рођен у Борисусу, у Кападокије од родитеља Еулампије и Картерија, а у Константинопољу је почео да живи од своје двадесете године. Он је споменуо да долази из једне аријанске породице, а у Константинопољу му се придружио Еномије, који у свом послу добија велику похвалу од Филосторгија.
Написао је историју арианске контроверзе под насловом Црквена историја (Εκκλησιαστικη ιστορια). Оригинално дело Филострогија се појавило између 425 и 433, другим речима, нешто раније него Историја Сократа из Константинопоља, а формирано је од дванаест томова обрађених у две књиге. Оригинал је сада изгубљен. Међутим, један примерак је пронађен од стране историчара Фотија из деветог века, у његовој библиотеци у Цариграду, који је написао његов сажет примерак. Други су такође вршили позајмице од Филострогија, а нарочито је то рађено од стране аутора Артеија Пасиоса (Артемије је страдао као мученик под Јулијаном Апостатом) и тако је, упркос евентуалном нестанку првобитног текста, могуће формирати неку идеју о томе шта садржи преглед епитома и других референци. Ову реконструкцију онога што је могло бити у тексту прво је објављено на немачком, од стране белгијског филолога Јозефа Бидеза 1913; Треће, ревидирано издање његовог рада који је покренуо Фриедхелм Винкелман објављен је 1981. године; ово издање је недавно превео на енглески Филип Р. Амидон.
Написао је и расправу против Порфирија, који је изгубљена.

## Издања
- Bruno Bleckmann, Markus Stein (ed.): Philostorgios Kirchengeschichte (= Kleine und fragmentarische Historiker der Spätantike E 7). 2 vols. Ferdinand Schöningh, Paderborn. 2015.  978-3-506-78199-4.
- Philostorgius, Kirchengeschichte. Mit dem Leben des Lucian von Antiochien und den Fragmenten eines arianischen Historiographen, edited by Joseph Bidez and revised by Friedhelm Winkelmann, GCS (Berlin: Akademie-Verlag, 1981).
- Philostorgius Church History, editor and translator Philip R. Amidon, S.J. (Atlanta: Society of Biblical Literature, 2007).
- Photios, Epitome of the Ecclesiastical History of Philostorgius, tr Edward Walford, (London: Henry G. Bonn, 1855)